# 津田英治
津田英治（1948年8月23日—2025年1月13日），日本資深男性配音員、旁白。現在是Office BAN所屬，2018年3月底以前從屬大阪TV talent bureau（簡稱TTB）。出身於兵庫縣相生市。身高177cm。

## 人物簡介
早年進入經紀公司TTB開始，大多專門從事鐵路運輸的車站和車上廣播工作。
除了活躍於鐵路運輸的廣播工作之外。也有參加電玩遊戲的角色配音，為人熟悉的代表配音作品是SNK電玩格鬥遊戲《龍虎之拳2》主角坂崎良的父親坂崎琢磨（之後多次在《格鬥天王》系列及其他格鬥遊戲出場）。
興趣和特長有打高爾夫、潛水。
2025年1月13日因主動脈剝離而宣告不治死亡，享壽76歲。

## 鐵路廣播

### 車站廣播
- 東日本旅客鐵道（JR東日本）
  - 東京圈輸送管理系統 (ATOS) 導入系統、仙台站、木更津站（與向山佳比子（日语：向山佳比子）共同）
    - 2014年11月因音質變化由田中一永（日语：田中一永）接替[3]。目前東日本地區津田英治擔當的車內廣播已經基本上消亡，目前關東僅剩常磐改良型ATOS放送保留了部分津田英治的音源。
- 西日本旅客鐵道（JR西日本）
  - 大阪環状線、JR夢咲線、大和路線（平城山站以外）、大阪東線（放出站以外）（與向山佳比子共同）
- 東海旅客鐵道（JR東海）
  - 中央本線 金山站－中津川站間、（定光寺站、古虎溪站、釜戶站、武並站、美乃坂本站以外）（2011年1月17日起逐步引入）
- 近畿日本鐵道（與本村美智子（日语：もとむらみちこ）等人共同）
  - 伊賀神戶站以西的主要車站（南大阪線系統、京阪奈線以外）
  - 藤井寺站的下行班次廣播
- 神戶市交通局
  - ■西神山手線的進站廣播（開往新神戶、谷上班次的廣播）
- ■愛知環状鐵道
  - 開往岡崎班次的廣播（八草站、新豐田站、三河豐田站、北野桝塚站以外。但是僅在岡崎站往高藏寺播送）
- ■大阪高速鐵道
  - 開往大阪機場站班次的廣播
- ■橫濱海岸線
  - 開往新杉田班次的廣播
- 東武鐵道
  - 日光線、龜戶線下行班次的進站廣播（東吾嬬站、小村井站、板倉東洋大前站的請勿超過黃線廣播警告）

### 車廂廣播
2019年現在
- ■京阪奈線的車上日語自動廣播

過去
- 大阪市營地下鐵、車上日語自動廣播
  - ■御堂筋線
  - ■谷町線
  - ■四橋線
  - ■中央線
  - ■千日前線
  - ■堺筋線
  - ■長堀鶴見綠地線
- ■■北大阪急行電鐵、車上日語自動廣播

※上面列出的任何一條路線曾由秀平真由美代替（1999年3月31日之前），後第2代的日語廣播由秀平接替。
- 近鐵特急Urban Liner（近鐵21000系電聯車、21020系（日语：近鉄21020系電車））的車上日語自動廣播（停靠車站的廣播）
- 近鐵田原本線車上日語自動廣播

## 演出作品

### 遊戲
1994年
- 格鬥天王系列（1994～2010，坂崎琢磨、空手道先生）
- 龍虎之拳2（坂崎琢磨）

1999年
- 武力 ～BURIKI ONE～（日语：武力 〜BURIKI ONE〜）（傑克·杜葛瑞）

2003年
- SNK VS. CAPCOM SVC CHAOS（日语：SNK VS. CAPCOM SVC CHAOS）（空手道先生、認真起來的空手道先生）

### 廣告
- 松下電器産業
- 大版瓦斯（日语：大阪ガス）
- 三洋電機
- 近畿日本鉄道「近鐵東大阪線通車」篇
- 上新電機「X'cit」
- 四國旅客鐵道（JR四國）（國鐵分割民營化篇）
- 關西國際機場
- RIDE ON EXPRESS（日语：ライドオンエクスプレスホールディングス）「宅配壽司 銀之皿（日语：銀のさら）」
- 日本麥當勞「麥香雞堡」※僅配音→（2009年11月。電車車門開關門時的廣播）

### 其它
- 國立民族學博物館 視頻旁述（部分）
- 東京迪士尼度假區 地震發生時的緊急廣播（日語部分）－與村山明（日语：村山明 (声優)）共同。

另外，日本航空123號班機空難的緊急自動廣播是由野田圭一擔任。

## 腳註

## 外部連結
- Office BAN公式官網的資歷簡介 （页面存档备份，存于） （日語）